# Bolinopsis vitrea
Bolinopsis vitrea är en kammanetart som först beskrevs av Agassiz 1860.  Bolinopsis vitrea ingår i släktet Bolinopsis och familjen Bolinopsidae. Inga underarter finns listade i Catalogue of Life.